# Hervormde kerk (Sint-Annaland)

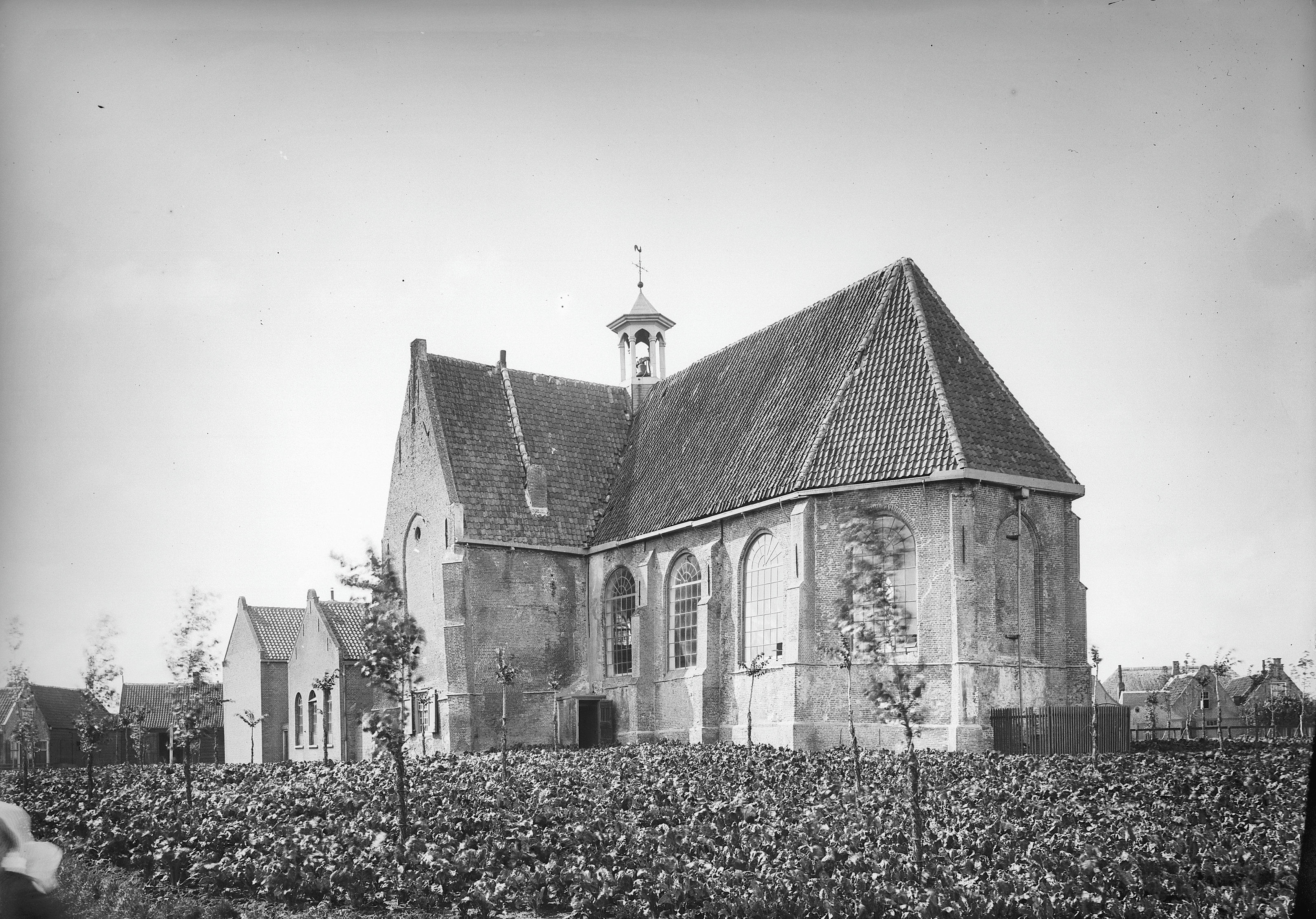
De voormalige Sint-Annakerk in 1893

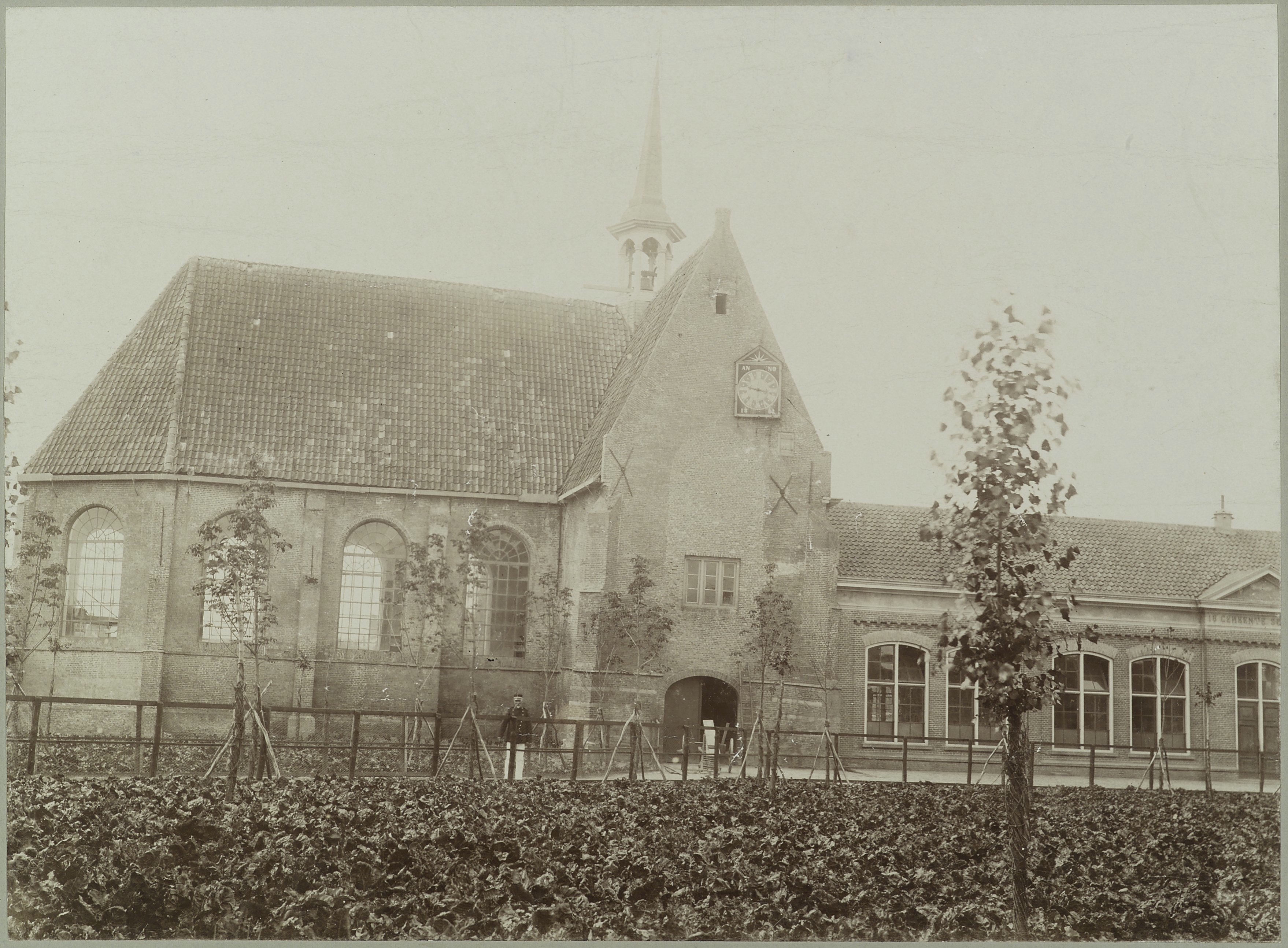
Voormalige Sint-Annakerk in 1898

De Hervormde kerk is een kerkgebouw in de tot de Zeeuwse gemeente Tholen behorende plaats Sint-Annaland, gelegen aan Ring 1.

## Geschiedenis
Omstreeks 1476 werd het gebied bedijkt en Sint-Annaland gesticht. In 1486 werd een parochiekerk in gebruik genomen. In 1492 werd een Kruisherenklooster gesticht en in 1494 werd de aan Sint-Anna gewijde kerk gebouwd die vanaf 1505 ook als kloosterkerk werd gebruikt. Omstreeks 1550 werd het klooster al opgeheven. In 1586 kwam de kerk in handen van de protestanten.
Het was een gotische kruiskerk die bij de dorpsbrand van 1692 gespaard was gebleven, maar waar al voor 1839 het westelijke schip en de toren waren gesloopt, zodat uiteindelijk slechts koor en transept overbleven en de westzijde door een school werd vervangen.
De kerk werd in 1898 gesloopt en in 1899 kwam een nieuw hervormd kerkgebouw tot stand. Dit is een bakstenen zaalkerk onder zadeldak met voorgebouwde toren. Deze toren omvat een open houten klokkenverdieping.
In 1957 werd een transept toegevoegd. Het aantal zitplaatsen bedraagt 950.
In 2004 kwam door fusie de PKN tot stand. Een aantal lidmaten splitste zich toen af en sloot zich aan bij de Hersteld Hervormde Kerk, die in 2007 een nieuw kerkgebouw betrok: de Bethelkerk.

## Orgel
In 1901 werd een Kruse-orgel voor de kerk gebouwd. Dit werd in 1929 overgeplaatst naar de Gereformeerde kerk van Lunteren nadat in 1928 een Dekker-orgel was aangeschaft. In 1977 werd het Dekker-orgel vervangen door een nieuw instrument van de firma Leeflang uit Apeldoorn.